# Патрік Бауманн
Патрік Бауманн (нім. Patrik Baumann, нар. 29 липня 1986, Базель) — швейцарський футболіст, що грав на позиції захисника.
Виступав, зокрема, за клуб «Серветт», а також молодіжну збірну Швейцарії.
Володар Кубка Швейцарії.

## Клубна кар'єра
У дорослому футболі дебютував 2006 року виступами за команду «Базель», у якій провів один сезон, взявши участь у 2 матчах чемпіонату. 
Згодом з 2007 по 2010 рік грав у складі команд «Конкордія» (Базель), «Золотурн» та «Крієнс».
Своєю грою за останню команду привернув увагу представників тренерського штабу клубу «Серветт», до складу якого приєднався 2010 року. Відіграв за женевську команду наступні два сезони своєї ігрової кар'єри.
Протягом 2013—2016 років захищав кольори клубів «Вінтертур» та «Янг Феллоуз Ювентус».
Завершив ігрову кар'єру у команді «Серветт», у складі якої вже виступав раніше. Повернувся до неї 2016 року, захищав її кольори до припинення виступів на професійному рівні у 2017 році.

## Виступи за збірну
У 2004 році залучався до складу молодіжної збірної Швейцарії.

## Титули і досягнення
- Володар Кубка Швейцарії (1):

«Базель»: 2006-2007